# Coirós
Coirós – gmina w Hiszpanii, w prowincji A Coruña, w Galicji, o powierzchni 33,87 km². W 2011 roku gmina liczyła 1765 mieszkańców.